# Уша 2 (Молодечненский район)
Уша 2 (бел. Уша́ 2) — деревня в Молодечненском районе Минской области Беларуси. Входит в состав Олехновичского сельсовета.

## География
Расположена в 36 км к юго-востоку от города Молодечно, в 42 км от Минска, в 1 км от железнодорожной станции Дубравы на линии Минск—Молодечно

### Гидрография
Река Уша (приток Вилии).

## История
В XVIII веке деревня известна в Минском воеводстве Великого Княжества Литовского. В 1754 году село, 15 дворов, в составе имения Дубров, шляхетская собственность.
После второго раздела Речи Посполитой (1793) в Российской империи. В 1800 году деревня в Минском уезде Минской губернии, собственность тайного советника Адама тучи. В 1856 году деревня, 53 души мужского пола, собственность предводителя шляхты Минского уезда Гилярия тучи. В 1897 году деревня в Заславской волости Минского уезда.
Советская власть провозглашена в ноябре 1917 года. С февраля по декабрь 1918 года деревня оккупирована войсками Германии. 25 марта 1918 года территория провозглашалась частью Белорусской Народной Республики. С декабря 1918 года восстановлена советская власть, с 1 января 1919 года территория в составе БССР, с 27 февраля 1919 года — в ЛитБел ССР. Во время польско-советской войны с июля 1919 года по июль 1920 года и с октября 1920 года занята польскими войсками.
С 1921 года в составе Польской Республики. Согласно польской переписи 1921 года в деревне Уша жили 292 человека (47 дворов), из которых 291 поляк и 1 еврей. На фольварке Уша жили 28 человек (3 двора) и все поляки. В 1931 году деревня (55 дворов, 316 жителей), фольварк (4 двора, 33 жителя) и казенная колония (31 житель), в Радошковичской гмине Молодечненского уезда Виленского воеводства.
С 1939 года в БССР, с 12 октября 1940 года в Дубровском сельсовете Радошковичского района Вилейской области. С конца июня 1941 года до начала июля 1944 года оккупирована нацистами. С 20 сентября 1944 года в Молодечненской области, с 20 января 1960 года в Молодечненском районе Минской области. С 27 октября 1964 года в составе Олехновичского сельсовета. Земли находились в совхозе «Дубрава».

## Население
- 1800 год — 84 жителя, 20 дворов.
- 1909 год — 272 жителя, 43 двора.
- 1921 год — 320 человек.
- 1987 год — 258 жителей, 99 хозяйств.
- 1999 год — 167 человек.
- 2001 год — 151 житель, 77 хозяйств.
- 2009 год — 99 человек.
- 2010 год — 105 жителей, 62 хозяйства.
- 2019 год — 82 жителей